# Ugni
Ugni é um género botânico pertencente à família Myrtaceae, descrito como gênero em 1848. É nativo do oeste da América Latina das florestas temperadas valdivianas do sul do Chile (incluindo as Ilhas Juan Fernández) e regiões adjacentes do sul da Argentina, do norte ao sul do México.
São arbustos com folhagem perene, atingindo 1 a 5 metros de altura. As folhas são opostas, ovais, 1-4 cm de comprimento e 0,2-2,5 cm de largura, inteiro, verde escuro brilhante, com um aroma picante se esmagado. As flores estão caindo, 1-2 cm de diâmetro com quatro ou cinco pétalas brancas ou rosa pálido e numerosos estames curtos; o fruto é uma pequena baga vermelha ou roxa 1 cm de diâmetro.

## Espécies
| Imagem | Nome científico                       | Distribuição |
| ------ | ------------------------------------- | --- |
|        | Ugni candollei (Barnéoud) O.Berg      | Centro-sul do Chile |
|        | Ugni molinae Turcz.                   | Central ao sul do Chile, sul da Argentina; naturalizado na Nova Zelândia e Ilhas Juan Fernández                                                                                       |
|        | Ugni myricoides (Kunth) O.Berg        | México (Hidalgo, Veracruz, Puebla, Oaxaca, Chiapas ), América Central, América do Sul (Guiana, Venezuela, Guiana, Colômbia, Equador, Peru, Noroeste do Brasil ( Amazonas e Roraima)). |
|        | Ugni selkirkii (Hook. & Arn. ) O.Berg | Ilha Robinson Crusoé |

## Etimologia
O nome científico deriva do nome Mapuche nativo americano Uñi para U. molinae. O gênero foi anteriormente frequentemente incluído em Myrtus ou Eugenia; distingue-se destes pelas flores caídas com estames mais curtos que as pétalas.

## Usos
Ugni molinae (sin. Myrtus ugni, Eugenia ugni) é cultivada como planta ornamental por suas bagas comestíveis. Alguns "aromatizantes de morango" comerciais são feitos desta espécie, não de morangos. As frutas Myrtus ugni são oblatas e até 1,5 cm de diâmetro com uma cor arroxeada a amora profunda. Eles são usados para fazer bebidas picantes, sobremesas, compotas e geleias.